# Hypodiscus alboaristatus
Hypodiscus alboaristatus là một loài thực vật có hoa trong họ Restionaceae. Loài này được (Nees) Mast. mô tả khoa học đầu tiên năm 1865.